# Zambia Agribusiness and Trade Project

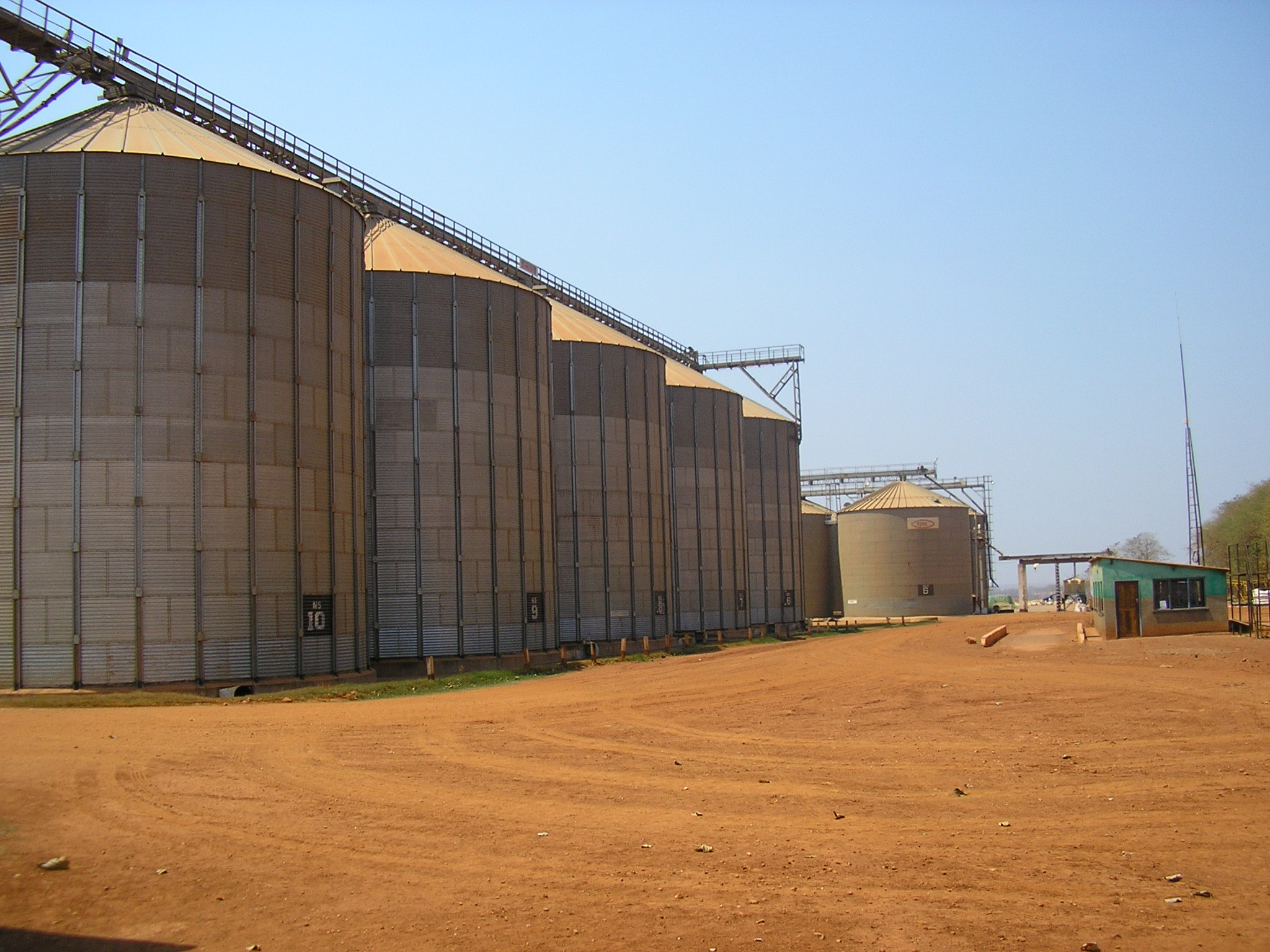
Getreidesilos in Mpelembe; die Landwirtschaft ist ein bedeutender Wirtschaftszweig in Sambia

Das Zambia Agribusiness and Trade Project (kurz: ZATP) ist ein 2017 begonnenes Projekt der sambischen Regierung mit Unterstützung der Weltbank, das die Produktivität und den Marktzugang landwirtschaftlicher Betriebe verbessern soll.

## Ziele
Anlass für die Entstehung des Projekts ist die niedrige Effizienz in der Landwirtschaft und die große Armut von Farmern, die für viele Entwicklungsländer typisch sind. So arbeiten mehr als die Hälfte der Erwerbstätigen Sambier in der Landwirtschaft, diese erwirtschaftet aber nur circa 5 % des sambischen Bruttoinlandsprodukts. Dieser Zustand stellt ein bedeutendes Entwicklungshemmnis dar und wurde deshalb von der sambischen Regierung und der Weltbank als Handlungsschwerpunkt ausgemacht. Durch das ZATP soll die sambische Wirtschaft zusätzlich diversifiziert werden und dadurch ein langanhaltendes Wachstum ermöglicht werden.
Das ZATP richtet sich an Kleine und mittlere Unternehmen (KMUs) im Bereich des Agribusiness. Dabei werden einerseits direkt die Farmer, andererseits aber auch weitere Unternehmen entlang der landwirtschaftlichen Wertschöpfungskette gefördert. Nach Angaben der Weltbank gliedert sich das Projekt in drei Komponenten:
1. Die Verbesserung des Marktzugangs für Kleine und Mittlere Unternehmen aus dem Agribusiness. Ein besserer Marktzugang soll entlang der gesamten Wertschöpfungskette die Einkommen und die Effizienz steigern und damit die Armut und die Ineffizienz der sambischen Landwirtschaft bekämpfen
2. Die Stärkung der institutionellen und regulatorischen Rahmenbedingungen soll zur Entstehung eines stabilen und effizienten Markts beitragen
3. Die Begleitung des Projekts durch Überwachung, Bewertung und Folgeneinschätzung

Das Projekt soll bis zum 30. Juni 2022 laufen und im Vergleich zu Januar 2017 die Bruttoverkäufe der begünstigten KMUs im Schnitt um 14 % steigern, die Exporte im Agribusiness sollen sich in diesem Zeitraum um 4 % erhöhen. Insgesamt sollen 30.000 Menschen direkt von den Maßnahmen des Projekts profitieren, davon 13.000 Frauen. Zudem sollen Lebensmittelstandards eingeführt werden, die bis Ende 2022 von mindestens 50 % der geförderten Betriebe umgesetzt werden sollen. Das ZATP ist Teil der Vision 2030, einer nationalen Entwicklungsstrategie für Sambia.

## Beteiligte
Von sambischer Seite wird das Projekt vom Ministerium für Handel, Gewerbe und Industrie begleitet und unterstützt. Dabei ist vor allem die amtierende Ministerin Margaret Mwanakatwe verantwortlich, die das Projekt am 4. Oktober 2017 offiziell startete. Im zuständigen Ministerium wurde für die Umsetzung des Projekts eine Project Implementation Unit (PIU) eingerichtet. Zudem ist die Weltbank als wichtigster Geldgeber an dem Projekt beteiligt. Über die Internationale Entwicklungsorganisation hat die Weltbank 40 Millionen US-$ zur Unterstützung des Projekts bereitgestellt. Außerdem begleitet sie das Projekt durch regelmäßige Berichte und Bewertungen. Im Laufe des Projekts soll die gesteigerte Produktivität der sambischen Landwirtschaft auch private Investoren anziehen. Bis zum Ende des Projekts erwartet die Weltbank mindestens 5 Millionen US-$ an privaten Investitionen.

## Umsetzung
Die Umsetzung des Projekts und der darin enthaltenden Maßnahmen sind ein aktuell laufender Prozess. Die Finanzierung seitens der Weltbank ist bereits vollständig beschlossen, sodass die 40 Millionen US-$ für das Projekt bereitstehen. Im März 2018 wurde eine fünftägige Konferenz veranstaltet, bei der Unternehmen über das Projekt informiert wurden und die Chance hatten, sich daran zu beteiligen. Die Weltbank gab im Rahmen der regelmäßigen Bewertung bekannt, dass zum 31. Dezember 2019 bereits 1600 Haushalte im landwirtschaftlichen Sektor vom ZATP profitiert haben. Zum gleichen Zeitpunkt stufte die Weltbank den Fortschritt bei der Umsetzung des Projekts als mäßig zufriedenstellend ein.